# Folsomides centralis
Folsomides centralis is een springstaartensoort uit de familie van de Isotomidae. De wetenschappelijke naam van de soort is voor het eerst geldig gepubliceerd in 1931 door Denis.